# Val-du-Maine
Val-du-Maine es una comuna nueva francesa situada en el departamento de Mayenne, de la región de Países del Loira.

## Historia
Fue creada el 1 de enero de 2017, en aplicación de una resolución del prefecto de Mayenne de 22 de julio de 2016 con la unión de las comunas de Ballée y Épineux-le-Seguin, pasando a estar el ayuntamiento en la antigua comuna de Ballée.

## Demografía
| Gráfica de evolución demográfica de Val-du-Maine entre 1800 y 2014 |
|                                                                    |

Los datos entre 1800 y 2013 son el resultado de sumar los parciales de las dos comunas que forman la nueva comuna de Val-du-Maine, cuyos datos se han cogido de 1800 a 1999, para las comunas de Ballée y Épineux-le-Seguin de la página francesa EHESS/Cassini. Los demás datos se han cogido de la página del INSEE.

## Composición
| Comuna delegada   | Código INSEE | Población (2013) | Superficie (km²) | Densidad (hab./km²) |
| ----------------- | ------------ | ---------------- | ---------------- | ------------------- |
| Ballée            | 53017        | 699              | 14.19            | 49                  |
| Épineux-le-Seguin | 53095        | 239              | 9.48             | 25                  |